# Arman Teimouri
Arman Teimouri, född 30 december 1980 i Teheran i Iran, är en svensk politiker (liberal) och tidigare företagare. Under mandatperioden 2018-2022 var han invald i riksdagen för Värmlands läns valkrets.

## Biografi
Arman Teimouri är född i Iran och är yngst av tre bröder. Hans familj flydde landet under kriget mellan Iran och Irak och kom till Sverige 1986. Han är uppväxt i småländska Vaggeryd men flyttade till Värmland och Karlstad år 2000 för att påbörja studier vid Karlstads universitet. 2001 valde han att pausa sina studier för att axla rollen som chefredaktör för studenttidningen Citrus vid Karlstads studentkår. 2002 startade han tillsammans med vänner det förlag som sedermera gav ut det nationella livsstilsmagasinet för studenter, Hot Coffee. Förlaget blev senare Hot Coffee Kreativitetsbyrå som arbetade med reklam, evenemang och webb. Arman lämnade bolaget under 2007.
2008 flyttade Teimouri till Stockholm där han studerade en diplomutbildning vid Berghs School of Communication. Samma år startade han även PR-byrån Pratoo och flyttade tillbaka till Värmland 2010. Ett år senare fusionerades bolaget med Clara Reklambyrå. Några år senare återgick Teimouri till egen regi innan han 2014 lämnade större delen av sitt företagsengagemang för att arbeta med ledningskommunikation på Länsstyrelsen Värmland, i nära samarbete med landshövding Kenneth Johansson.
2016 lämnade han sin tjänst på Länsstyrelsen Värmland för att bli kommunikationschef på Karlstad CCC, en av nordens största mötesanläggningar. I januari 2023 tillträdde han rollen som Head of Public Affairs hos den börsnoterade speljätten Embracer Group.

## Politisk karriär
Sedan september 2018 är han riksdagsledamot för Liberalerna. Partiet förlorade sitt mandat i Värmland vid valet 2014 och på valnatten 2018 visade det preliminära valresultatet att partiet inte lyckades hela vägen fram. Det var inte förrän vid onsdagsräkningen som det började bli mer tydligt att Teimouri och Liberalerna i Värmland till slut fick ett utjämningsmandat.
I riksdagen fick Teimouri uppdraget som partiets närings- och energipolitiska talesperson i näringsutskottet. I oktober 2020 gjorde partiet förändringar inom riksdagsgruppen, där Arman blev vald som ledamot i arbetsmarknadsutskottet och partiets nya arbetsmarknadspolitiska talesperson efter Gulan Avci.
I valet 2022 kandiderade han för omval till riksdagen, men Liberalerna förlorade återigen sitt mandat i Värmlands valkrets.
Teimouri har även haft flera kommunalpolitiska uppdrag. Efter valet 2006 blev han invald som ledamot i Karlstads kommunfullmäktige. Han var då även ledamot i kommunfullmäktigeberedningen och valberedningen, samt suppleant i Mariebergsskogens styrelse. Han var även nämndeman i Hovrätten för Västra Sverige. Teimouri bodde även under två år i Sundbybergs kommun och var där aktiv som ledamot i Valnämnden och ersättare i Barn- och utbildningsnämnden.
Redan 2003 var Teimouri politiskt aktiv, då som regional samordnare i Värmland för Stiftelsen Sverige i Europa, som var en av ja-sidans kampanjorganisationer under folkomröstningen om införande av euron i Sverige den 14 september 2003.

## Andra uppdrag
| Uppdrag                                | Organisation                               | Period    |
| -------------------------------------- | ------------------------------------------ | --------- |
| Medlem i insynsråd                     | Polismyndigheten                           | 2024–     |
| Styrelseledamot                        | Berit och Carl-Johan Wettergrens stiftelse | 2024–     |
| Styrelseledamot                        | Sparbanksstiftelsen Alfa                   | 2023–     |
| Styrelseledamot                        | Dataspelsbranschen                         | 2023–     |
| Vice ordförande                        | Karlstads Parkering AB                     | 2023–2024 |
| Styrelseordförande                     | Liberal Information AB (Tidningen NU)      | 2021–2023 |
| Styrelseledamot                        | Liberalerna Värmland                       | 2018–2024 |
| Styrelseledamot                        | Communicare                                | 2014–2024 |
| Medlem i insynsråd                     | Allmänna reklamationsnämnden               | 2019–2023 |
| Parlamentarisk referensgrupp           | Spelmarknadsutredningen (Fi 2018:03)       | 2019–2020 |
| Styrelseledamot                        | Brigadmuseum                               | 2017–2019 |
| Ordförande lokalavdelningen i Karlstad | Handelskammaren Värmland                   | 2017–2018 |
| Rådgivare                              | Tillväxtmotor                              | 2015–2017 |